# Maratona di Alessandro il Grande

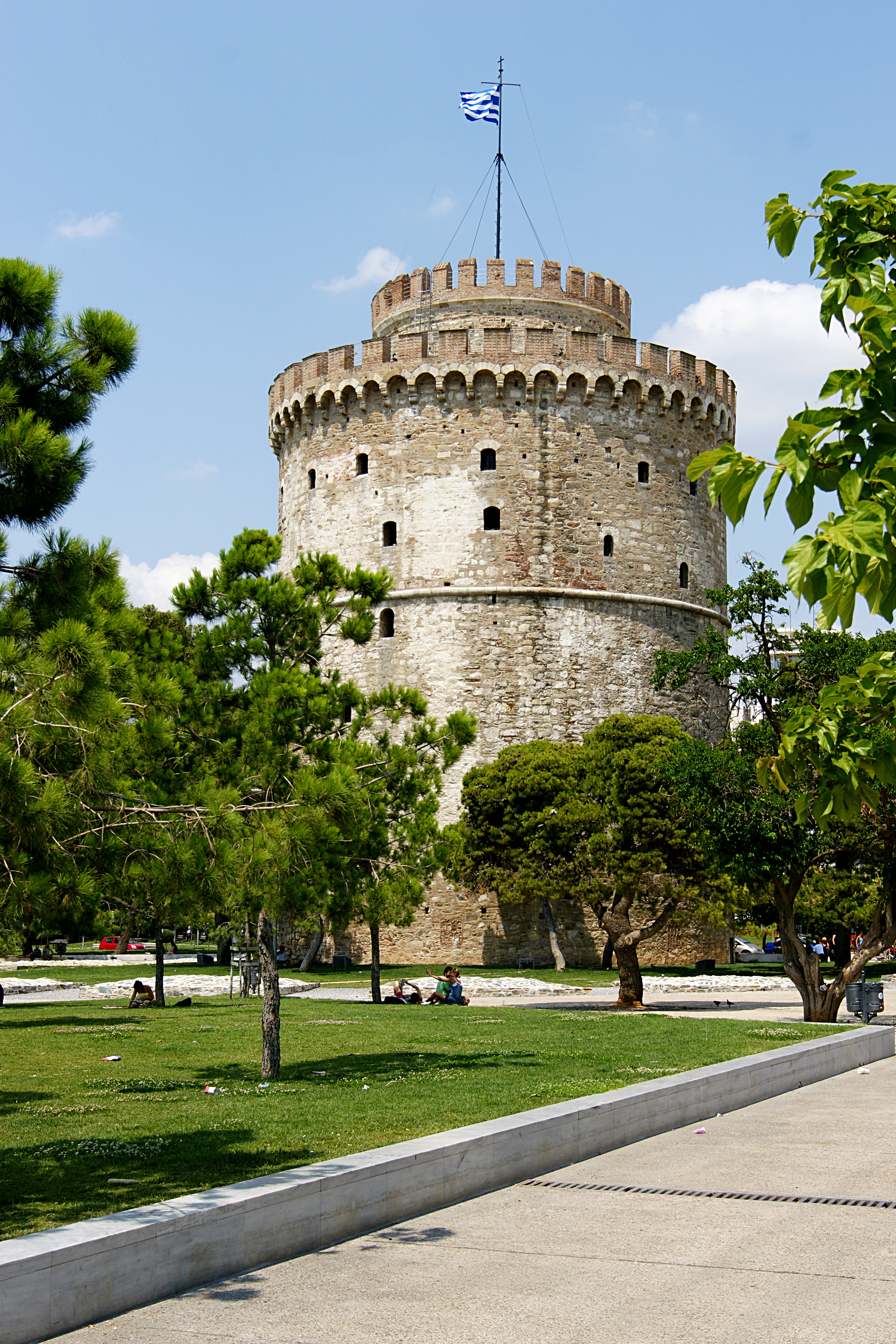
La Torre Bianca di Salonicco si trova vicino all'arrivo della gara

La Maratona di Alessandro il Grande (in greco Μαραθώνιος Μέγας Αλέξανδρος?) è una gara podistica sulla consueta distanza della maratona (42,195 km) che si svolge annualmente tra Pella e Salonicco, Grecia, in aprile.
Istituita nel 2006, la gara parte da Pella, luogo di nascita di Alessandro Magno e capitale dell'antico Regno di Macedonia, e finisce a Salonicco. Ha ricevuto lo IAAF Bronze Label Road Race nel 2010 ed è una gara certificata AIMS. Oltre alla maratona, gli eventi della giornata includono le popolari fun runs di cinque e dieci chilometri.

## Albo d'oro
Legenda:
  Record di gara
| Edizione | Anno | Vincitore maschile   | Tempo (h:m:s) | Vincitore femminile          | Tempo (h:m:s) |
| -------- | ---- | -------------------- | ------------- | ---------------------------- | ------------- |
| 9        | 2014 | Victor Kiprono       | 2:21:14       | Magdaliní Gazéa              | 2:47:04       |
| 8        | 2013 | Teklu Geto Metaferia | 2:19:29       | Magdaliní Gazéa              | 2:41:46       |
| 7        | 2012 | Teklu Geto Metaferia | 2:18:44       | Alina Nituleasa              | 2:56:33       |
| 6        | 2011 | Peter Biwott         | 2:13:12       | Sisay Measo                  | 2:40:41       |
| 5        | 2010 | Mehari Gebre Baraki  | 2:15:11       | Svitlana Stanko              | 2:41:18       |
| 4        | 2009 | Dejeni Gussie        | 2:12:28       | Fate Tola                    | 2:36:54       |
| 3        | 2008 | Ben Chebet Kipruto   | 2:13:08       | Elizabeth Cheruiyot Chemweno | 2:35:04       |
| 2        | 2007 | David Kimutai Kosgei | 2:13:49       | Elizabeth Cheruiyot Chemweno | 2:36:04       |
| 1        | 2006 | Moses Kimeli Arusei  | 2:11:37       | Souad Aït Salem              | 2:28:22       |

## Statistiche

### Vincitori per paese
| Nazionalità | Gara maschile | Gara femminile | Totale |
| ----------- | ------------- | -------------- | ------ |
| Kenya       | 5             | 2              | 7      |
| Etiopia     | 3             | 2              | 5      |
| Grecia      | 0             | 2              | 2      |
| Algeria     | 0             | 1              | 1      |
| Romania     | 0             | 1              | 1      |
| Ucraina     | 0             | 1              | 1      |

### Atleti plurivincitori
| Atleta                       | Nazionalità | Vittorie | Edizioni vinte |
| ---------------------------- | ----------- | -------- | -------------- |
| Elizabeth Cheruiyot Chemweno | Kenya       | 2        | 2007, 2008     |